# 4. Левент (станція метро)
41°05′10″ пн. ш. 29°00′26″ сх. д. / 41.086042813234° пн. ш. 29.007229508246° сх. д.
4. Левент (тур. Levent) - станція лінії М2 Стамбульського метрополітену. Відкрита 16 вересня 2000. 
В 2000 - 2009 роках була кінцевою на лінії М2.
Розташування: під авеню Бююкдере на півночі району Левент, квартал Шишлі. Вихід до Istanbul Sapphire.
Конструкція: односклепінна станція глибокого закладення з однією острівною прямою платформою.
Пересадки:
- Автобуси: 29B, 29GM, 41, 41A, 41SM, 42KM, 47F, 48L, 48R, 63, 64Ç, 65A, 122H, 122V, 129L, 522N, E-3, EL2
- Маршрутки: 4.Левент-метро — Дарюшшафака, 4.Левент-метро — Балталімани, Балталимани — Решитпаша — 4. Левент

## Пам'ятки поруч
- Istanbul Sapphire
- Стамбульська вежа 205
- İşbank Tower 1
- QNB Finansbank[en]
- Центр Сабанджи[en]
- Tekfen Tower[en]
- Zorlu Holding[en]

| Попередня станція   | Лінія | Лінія                           | Лінія | Наступна станція  |
| ------------------- | ----- | ------------------------------- | ----- | ----------------- |
| Санаї до Хаджиосман |       | M2 (Стамбульський метрополітен) |       | Левент до Єнікапи |